# Derbi de Córcega
El Derbi de Córcega (en francés: Derby Corse) es el partido de fútbol que enfrenta al AC Ajaccio con el SC Bastia, los equipos más grandes de la isla de Córcega en Francia.

## Historia
La rivalidad está basada principalmente en el aspecto geográfico, ya que Ajaccio es la capital de la isla y la ciudad más grande y de Córcega del Sur mientras que Bastia es la segunda ciudad más grande de la isla y está ubicada en Alta Córcega, además de que el SC Bastia es hasta el momento el único equipo de la isla en ser campeón de la Ligue 2.
Sus enfrentamientos han sido intermitentes al no coincidir en la misma categoría, y desde los problemas generados por los partidos en la temporada 2012/13 en la Ligue 1 los partidos se han tenido que jugar en sedes neutrales o a puerta cerrada, como en su primer partido entre sí en la temporada 2013/14 donde jugaron en la ciudad de Istres sin público, además en el partido de Copa de Francia jugaron en la ciudad de Martigues.

## Comparación
| Torneo          | Partidos | AC Ajaccio | Empates | SC Bastia | Goles AC Ajaccio | Goles SC Bastia |
| --------------- | -------- | ---------- | ------- | --------- | ---------------- | --------------- |
| Liga            | 35       | 9          | 7       | 21        | 37               | 54              |
| Copa            | 3        | 1          | 1       | 1         | 1                | 2               |
| Copa de la Liga | 1        | 0          | 0       | 1         | 0                | 1               |
| Amistosos       | 1        | 1          | 0       | 0         | 1                | 0               |
| Total           | 42       | 11         | 8       | 23        | 38               | 57              |